# Mauldin (South Carolina)
 For alternative betydninger, se Mauldin. (Se også artikler, som begynder med Mauldin)
Mauldin er en lille by i Greenville County, South Carolina. Mauldin har en befolkning på 15.224 mennesker.

## Historie
Den første person til at eje noget af området var Benjamin Griffith i 1784. Navnet af Mauldin kommer fra South Carolinas viceguvernør, W.L. Mauldin som nærmest, ved en tilfældighed, fordi at togstationen også hed det. Over tid blev hele området kaldt for Mauldin.
I den amerikanske borgerkrig forlod mange af Mauldins borgere byen for at kæmpe, hvilket førte at at byen virtuelt forsvandt. Desværre kom Mauldins befolkning sig først over den amerikanske borgerkrig da den endelig blev en by igen i 1960, efter 2. verdenskrig.

## Geografi
Mauldin har et areal på 22 km².

## Økonomi
Supermarkeden BI-LO tidligere havde sit hovedkvarter i Mauldin.

## Uddannelse
Mauldin High School er Mauldins eneste high school.
34°46′51″N 82°18′02″V / 34.7808°N 82.3006°V